# 羅伯特·馮·普特卡默
羅伯特·維克托·馮·普特卡默（德語：Robert Viktor von Puttkamer，1828年5月5日—1900年3月15日）是普魯士政治家。他曾在1879年擔任普魯士王國的公共教育和宗教部長，1881年擔任內政部長，他的姐夫是普魯士內閣首長以及後來的帝國宰相奧托·馮·俾斯麥。他還對德語正寫法進行了改革。